# Relief inversé

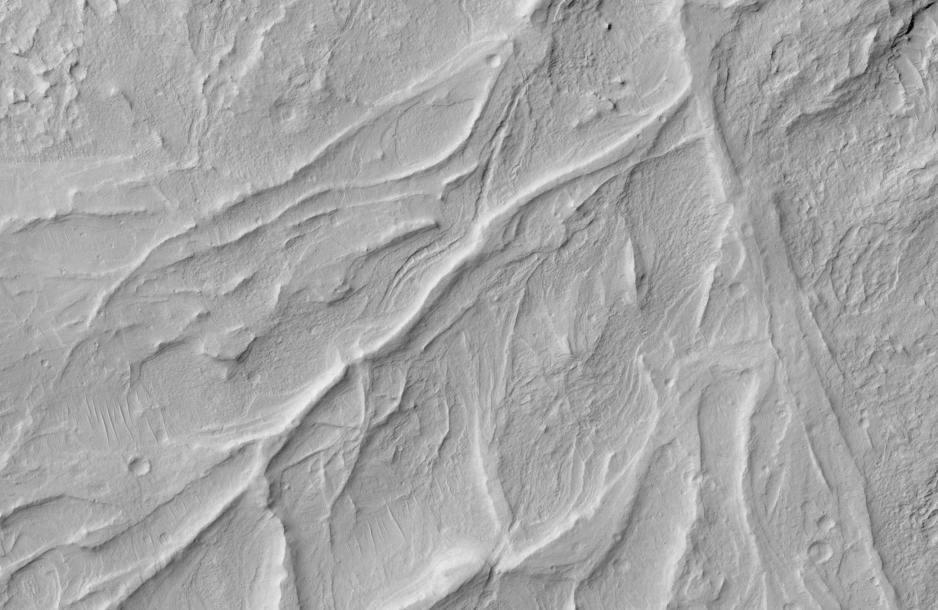
Exemple de relief inversé sur une photographie de la surface de la planète Mars.

Le relief inversé ou inversion de relief sont des termes utilisés en géomorphologie pour désigner un paysage dont les parties en élévation, des plateaux par exemple, correspondent à des parties autrefois en creux. Ce phénomène se produit le plus souvent lorsque les zones basses (vallées, cuvettes, etc.) sont remplies de lave ou de sédiments puis que l'érosion élimine les matériaux environnants moins résistants. Le matériau jeune plus résistant  apparaît alors comme une crête ou un plateau de la même forme que l'ancienne vallée. Des termes tels que « vallée inversée », « val synclinal perché » ou « U inversé » sont utilisés pour décrire ces caractéristiques. Des exemples de relief inversé ont aussi été observés sur la surface de la planète Mars.

## Formation
Plusieurs processus peuvent rendre le fond d'une dépression plus résistant à l'érosion que les pentes et escarpements qui l'environnent.

### Volcanisme

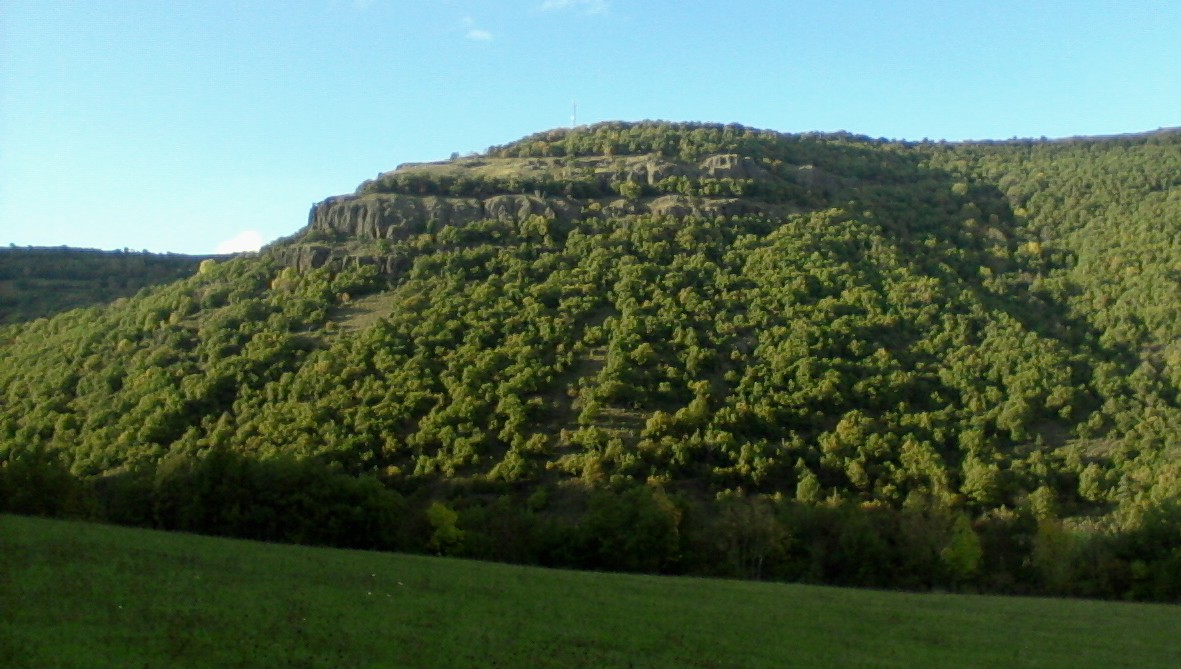
Exemple de relief inversé volcanique à Massiac dans la vallée de l'Alagnon.

Une vallée fluviale est remplie par des matières volcaniques telles que de la lave ou du tuf. Ces nouveaux matériaux résistent bien mieux à l'érosion que ceux qui l'environnent. L'érosion élimine ces derniers et laisse les matériaux volcaniques perchés en crête.

### Cimentation de sédiments
Les sédiments situés au fond d'une dépression peuvent être cimentés par des minéraux dissous dans l'eau.  Le plus souvent, c'est un phénomène de pédogenèse qui se produit dans les vallées des cours d'eau à la suite de la formation de cuirasses, soit silcrète soit ferricrète. Les minéraux à l'origine de la cimentation peuvent provenir des eaux souterraines. Le point bas d'une vallée peut concentrer un flux d'eaux minéralisées plus important et ainsi avoir un phénomène de cimentation plus important. Une fois cimentés, les sédiments résistent mieux à l'érosion que le paysage environnant. Ils se trouvent ensuite dégagés pour créer une crête ou une colline,.

### Accumulation et érosion de graves
Des sédiments à gros grains, tels que des graviers, s'accumulent au fond d'une dépression (vallée d'une rivière,  bassin d'un lac). L'érosion éolienne  supprime ensuite les sédiments à grains fins dans les zones environnant la dépression mais laisse les sédiments à gros grains qui finissent par former une colline ou une crête.